# Gonomyia (Leiponeura) onya
Gonomyia (Leiponeura) onya is een tweevleugelige uit de familie steltmuggen (Limoniidae). De soort komt voor in het Australaziatisch gebied.